# 정상화
정상화(鄭相和, 1964년 4월 27일 ~)는 대한민국의 군인이며, 대한민국의 공군참모총장이다.

## 생애
공군사관학교 36기로 소위로 임관하였다. 주로 작전 및 전략 분야에서 근무하였으며, 공군본부 및 합참본부에서 근무하였다. 공군참모총장 임명 전 공군참모차장으로 재직 중 이성용 대장의 사임으로 공군참모총장 직무대리직을 수행하기도 하였다. 윤석열 정부 출범 이후 공군참모총장으로 임명되었다.